# Lilla Harundsjön
Lilla Harundsjön är en sjö i Älvdalens kommun i Dalarna och ingår i Dalälvens huvudavrinningsområde. Sjön har en area på 0,236 kvadratkilometer och ligger 743,1 meter över havet.

## Delavrinningsområde
Lilla Harundsjön ingår i det delavrinningsområde (687879-134762) som SMHI kallar för Utloppet av Lilla Harundsjön. Medelhöjden är 815 meter över havet och ytan är 11,85 kvadratkilometer. Det finns inga avrinningsområden uppströms utan avrinningsområdet är högsta punkten. Vattendraget som avvattnar avrinningsområdet har biflödesordning 5, vilket innebär att vattnet flödar genom totalt 5 vattendrag innan det når havet efter 503 kilometer. Avrinningsområdet består mestadels av skog (44 procent), sankmarker (23 procent) och kalfjäll (30 procent). Avrinningsområdet har 0,37 kvadratkilometer vattenytor vilket ger det en sjöprocent på 3,1 procent.